# Nueva Nicaragua
Nueva Nicaragua är en ort i Mexiko.   Den ligger i kommunen Las Margaritas och delstaten Chiapas, i den sydöstra delen av landet, 800 km öster om huvudstaden Mexico City. Nueva Nicaragua ligger 1 520 meter över havet och antalet invånare är 117.
Terrängen runt Nueva Nicaragua är kuperad norrut, men söderut är den platt. Nueva Nicaragua ligger nere i en dal. Runt Nueva Nicaragua är det ganska glesbefolkat, med 30 invånare per kvadratkilometer. Närmaste större samhälle är Las Margaritas, 8,4 km söder om Nueva Nicaragua. I omgivningarna runt Nueva Nicaragua växer huvudsakligen savannskog.